# Showy Boys Galatina
La Showy Boys è una società di pallavolo italiana con sede a Galatina: milita nel campionato regionale e disputa i campionati territoriali giovanili. È la storica squadra di volley locale fondata nel 1967. Nacque come una rappresentativa che riuniva gli atleti di squadre partecipanti ai campionati del Centro Sportivo Italiano (CSI). Nel 1970 divenne un'entità agonistica autonoma e con un proprio organico fisso. La pallavolo a Galatina prese il via proprio con la Showy Boys, per poi esprimersi a buoni livelli nazionali, anche in Serie A2, il massimo campionato disputato, nella stagione sportiva 1982-1983. Oggi il club prosegue la propria attività nei campionati regionali e con la Scuola Volley rivolta al settore giovanile maschile e femminile. La Showy Boys è Scuola Regionale di pallavolo, riconosciuto Centro Coni e premiata dalla Fipav con il Marchio d'Argento quale Certificazione di Qualità per l'attività giovanile. Dal 2020 è affiliata al Vero Volley Network.

## Storia
La sua iniziale formazione risale agli anni Sessanta, quando a Galatina, presso la Parrocchia “Cuore Immacolato di Maria” in via Soleto, per volontà dell’allora parroco Padre Giovanni Campanella, nel 1964, nasceva il comitato zonale C.S.I. di Terra d’Otranto. Quella Parrocchia, dotata di ampi spazi, fu, fino agli anni Settanta, un vero e proprio laboratorio, aperto a tutti, di innumerevoli attività, di formazione socio-culturale e spirituale, una palestra di confronto di idee e di azione.
Con il Centro Sportivo Italiano di Terra d’Otranto, oltre al calcio, vengono proposte altre discipline tra cui la pallavolo, la pallacanestro, il tennis tavolo, il ciclismo, l’atletica leggera… È in tale contesto di operatività e concreta visione dei bisogni e interessi motori giovanili che nasce il desiderio di affidare a una polisportiva di comitato, la Showy Boys appunto, il compito di assecondare e portare a livello federale, i più talentuosi ragazzi e giovani, non solo galatinesi, nelle discipline sopraccennate. Ma sempre con la radicata convinzione che la pratica sportiva potesse e dovesse contribuire allo sviluppo integrale della persona, al suo riscatto sociale, morale, culturale.
Da questa irrinunciabile premessa nacquero così i corsi di formazione, residenziali e non, per dirigenti, arbitri e allenatori.
La storia della Showy Boys conferma come gli input offerti in quegli anni di formazione abbiano segnato e guidato percorsi di vita personali e collettivi all’interno di uno scenario cittadino in cui attenzioni e sensibilità verso nuove proposte sportive lasciavano a desiderare.
È stato bello cogliere, in tutta la storia della “Gloriosa”, persone e progettualità societaria, incardinate su quei valori.
Non è un caso, né uno scherzo del destino, se prima e dopo gli anni del pionerismo pallavolistico galatinese, ancora oggi, a guidare i vari passaggi storici di un tale bellissimo sport siano stati e siano uomini che hanno fatto di quella “vision” la propria “mission”.
Francesco, Marcello, Tonino, Fernando, Lino, Raffaele, Rossano, Libero, Renato, Filippo, Giuseppe e tanti altri che si sono avvicendati nei ruoli più diversi alla guida della società biancoverde, e successivamente i loro eredi naturali, sono stati attori e protagonisti del progetto, fiore all’occhiello della attuale Showy Boys, la Scuola Volley che tanti riconoscimenti, meritatamente, ha ricevuto dalla FIPAV nazionale tra i quali: Scuola Regionale di Pallavolo e Marchio d’Argento quale certificazione di qualità per l’attività giovanile.
Le alterne vicende della storia della Showy Boys, sia facili, difficili o complesse, non hanno mai fatto rinunciare la sua dirigenza a far vivere alle centinaia e centinaia di soci e atleti lo sport della pallavolo come strumento di amicizia, di relazione, di condivisione, di educazione. 
Ecco proprio negli slogan “la squadra al di sopra del singolo” e “l’esaltazione del noi e mai dell’io” è possibile riconoscere quell’identità associativa, punto di forza ed elemento di distinzione della Showy Boys e di apprezzamento da parte di tanti ragazzi e giovani di ambo i sessi e delle loro famiglie, delle istituzioni, non solo pubbliche.
Questi connotati spiegano anche come, sia sull’onda dei tanti successi come in occasione di inevitabili battute d’arresto, la tifoseria, durante i tantissimi impegni annuali di torneo o di campionato nelle varie serie e categorie, ma soprattutto in quelle giovanili, non sia mai venuta meno.
Vivere lo sport come occasione di divertimento ma anche come sfida a migliorarsi fisicamente e tecnicamente, giocare e allenarsi senza comunque trascurare o compromettere impegni scolastici, professionali e familiari; fare sia delle vittorie come delle sconfitte un’occasione di crescita, senza scadere nella disperazione o nella esaltazione; vivere l’esperienza sportiva nello spirito di umiltà e lealtà, mi sembrano tutti ingredienti della Scuola Volley non solo condivisibili ma irrinunciabili per la formazione delle nuove generazioni di atleti, di sportivi, di cittadini.
Se, poi, a credere a tale patrimonio valoriale sportivo, non è mai mancata la collaborazione e la condivisione degli allenatori e direttori sportivi, selezionati dalla dirigenza non solo per le competenze professionali ma anche per la statura morale e la forte carica umana, anche questo spiega il crescendo di simpatie, adesioni e iscrizioni alla Scuola Volley della Showy Boys da tutta la provincia leccese.
Non da ultimo, ma quale parte costitutiva sostanziale del suo DNA, va sottolineata la costante attenzione della Showy Boys alle relazioni sociali e alla sussidiarietà con il mondo della scuola, con le associazioni di volontariato e con quelle vocate all’integrazione socio-culturale e civile delle fasce deboli della popolazione come diversamente abili, immigrati, ecc.

## Colori e simboli
I colori ufficiali della Showy Boys sono il bianco e il verde. 

## Marchio
La denominazione “Showy Boys” e il marchio sociale sono tutelati giuridicamente dal Ministero dello Sviluppo Economico (U.I.B.M.), così come previsto dal decreto legislativo n. 30 del 10 febbraio 2005, a norma dell’articolo 15 della legge n. 273 del 12 dicembre 2002 integrato con le modifiche apportate dal D.lgs. n. 131 del 13 agosto 2010. In qualità di marchio registrato, la Showy Boys A.S.D. ha l’autorizzazione all’uso esclusivo.

## Stagione in corso

### Rosa
| N° | Nome                 | Ruolo | Anno di nascita | Nazionalità |
| -- | -------------------- | ----- | --------------- | ----------- |
| 1  | Iaccarino Gianluca   | C     | 1992            | Italia      |
| 2  | Verri Lorenzo        | S     | 2005            | Italia      |
| 22 | Fiore Francesco      | C     | 2005            | Italia      |
| 19 | Mauro Giovanni Paolo | C     | 2005            | Italia      |
| 5  | De Santis Pierluigi  | P     | 2005            | Italia      |
| 6  | Preste Federico      | S     | 2005            | Italia      |
| 7  | Epifani Federico     | P     | 1989            | Italia      |
| 31 | Sergio Stefano       | O     | 1986            | Italia      |
| 9  | Apollonio Giuseppe   | L     | 1997            | Italia      |
| 10 | Preste Edoardo       | C     | 2005            | Italia      |
| 12 | Mazzotta Adriano     | S     | 1998            | Italia      |
| 13 | Stifani Luigi        | O     | 2006            | Italia      |
| 14 | Muci Michele         | S     | 1997            | Italia      |

### Organigramma
Dirigenti
- Presidente:   Daniele G. Masciullo
- Vice Presidente:   Federico Marra
- Consigliere:   Katia De Riccardis
- Consigliere:   Antonio Congedo
- Consigliere:   Massimo Giannini
- Consigliere:   Mauro M. Masciullo
- Medico sociale:   Antonio G. De Maria
- Medico sociale:   Raffaele Gerardi
- Ufficio stampa:   Daniele G. Masciullo

Area tecnica
- Direttore Generale:   Cosimo Cosma
- Fisioterapista-osteopata:   Danilo Franco
- Allenatore:   Antonio De Vitis
- Allenatore:   Laura Pendenza
- Allenatore:   Orazio Codazzo
- Allenatore:   Matteo Salvio
- Assistente allenatore:   Sara Quida